# Stefan Czarnowski

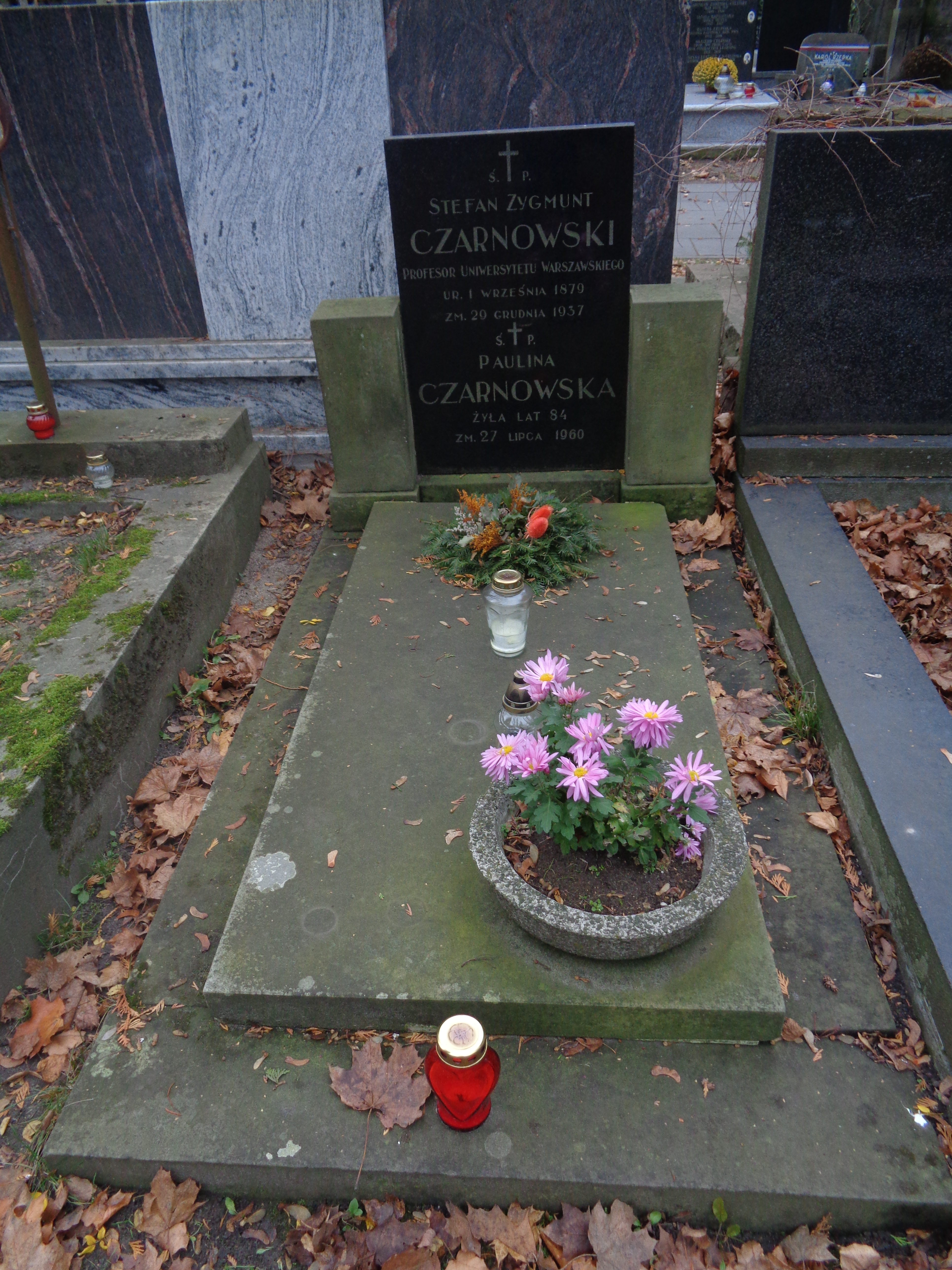
Grób Stefana Czarnowskiego na Cmentarzu Wojskowym na Powązkach

Stefan Zygmunt Czarnowski (ur. 1 września 1879 w Kroczewie, powiat Płońsk, zm. 29 grudnia 1937 w Warszawie) – polski socjolog, folklorysta i historyk kultury, profesor Uniwersytetu Warszawskiego.

## Życiorys
Pochodził z rodziny ormiańskiej, przybyłej do Polski w XVIII wieku; był synem ziemianina Kazimierza i Teresy ze Zbyszewskich. Ukończył gimnazjum realne w Warszawie (1897), następnie studiował ekonomię w Wyższej Szkole Handlowej w Lipsku oraz filozofię i psychologię na tamtejszym uniwersytecie (1898–1901). Kontynuował studia w dziedzinie socjologii, teorii i historii sztuki na uniwersytecie berlińskim (1901–1902); za działalność w polskich stowarzyszeniach młodzieżowych „Zet” i „Techne” został wydalony z Prus. Udział w manifestacji politycznej przypłacił krótkim pobytem w więzieniu w Cytadeli Warszawskiej (1902). Wkrótce wyjechał na dalsze studia do Paryża; zgłębiał malarstwo w Conservatoire National des Arts et Métiers (1902–1903), socjologię i religioznawstwo na uniwersytecie paryskim oraz w École pratique des hautes études i Collège de France (1903–1911). W gronie jego wykładowców był m.in. Émile Durkheim (uniwersytet paryski). W 1911 obronił pracę Le culte des heros et ses conditions sociales. Saint Patrick, l'heros national de l'Irlande w École pratique des hautes études; publikacja ta ukazała się w polskim tłumaczeniu w 1956 (Kult bohaterów i jego społeczne podłoże. Święty Patryk, bohater narodowy Irlandii).
Od 1911 działał w Stronnictwie Narodowa Demokracja, redagował organ partii „Tygodnik Polski” (1912–1914). W 1916 wstąpił do Legionów Polskich, był jednym z organizatorów obozu prolegionowego przy Naczelnym Komitecie Narodowym (NKN) oraz Ligi Państwowości Polskiej (związanej z NKN). Po kryzysie przysięgowym służył w PSZ jako wykładowca geografii w szkole podchorążych, awansując w październiku 1918 do stopnia porucznika. W listopadzie tego roku został przyjęty do Wojska Polskiego. W czasie wojny z bolszewikami, w stopniu kapitana, dowodził kompanią, a następnie batalionem. W latach 1920–1923 wykładał geografię wojskową w Wyższej Szkole Wojennej w Warszawie. Pełnił służbę w Sztabie Generalnym na stanowisku kierownika samodzielnego referatu „Opis Kraju”. Na podstawie rozkazu z 10 czerwca 1922 roku, na własną prośbę, został przeniesiony do rezerwy. W 1934 jako kapitan rezerwy piechoty był przydzielony do Oficerskiej Kadry Okręgowej nr I jako oficer przewidziany do użycia w czasie wojny i pozostawał wówczas w ewidencji Powiatowej Komendy Uzupełnień Warszawa Miasto III.
W 1923 podjął pracę w Wolnej Wszechnicy Polskiej w Warszawie, w której kierował Katedrą Religioznawstwa. W 1926 habilitował się i został docentem w Katedrze Historii Kultury UW; od 1930 był profesorem nadzwyczajnym i kierownikiem Katedry Historii Kultury (od 1934 Katedry Socjologii i Historii Kultury), od 1936 profesorem zwyczajnym. Gościnnie prowadził wykłady w École pratique des hautes études w Paryżu (1928–1929). Odszedł od narodowej demokracji, w latach 1929-1931 był członkiem PPS, potem zwolennikiem rewolucyjnego ruchu robotniczego. W ramach Towarzystwa Uniwersytetu Robotniczego wygłosił serię odczytów dla robotników warszawskich w 1932. W 1929 został członkiem PAU, głównie dzięki staraniom Stanisława Kota; ten sam uczony zabiegał o katedrę religioznawstwa na Uniwersytecie Jagiellońskim dla Czarnowskiego, ale bez powodzenia. Od 1931 Czarnowski należał również do Towarzystwa Naukowego Warszawskiego. Do jego uczniów zaliczali się m.in. Stanisław Arnold, Nina Assorodobraj-Kula, Henryk Jabłoński i Irena Nowakowska. Był zaprzyjaźniony m.in. z Antonim Dobrowolskim oraz Marią i Stanisławem Ossowskimi. Za udział w wojnie z Rosją został odznaczony Krzyżem Walecznych (1920).
W pracy badawczej zajmował się socjologią kultury, metodologią badań socjologicznych, historią kultury celtyckiej i irlandzkiej oraz religioznawstwem i socjologią religii. Podał własną definicję pojęcia kultura, określając ją jako całokształt zobiektywizowanych elementów dorobku społecznego, wspólnych szeregowi grup i z racji swej obiektywności ustalonych i zdolnych rozszerzać się przestrzennie. Badał ideologię ruchów społecznych. Do badań socjologicznych wprowadzał metodę analizy marksistowskiej. Na podstawie sylwetki św. Patryka opracował klasyfikację bohaterów narodowych i przedstawił teorię heroizacji jako procesu społecznego i historycznego.
Zmarł 29 grudnia 1937. Został pochowany na Cmentarzu Komunalnym na Powązkach (kwatera A19-7-15).

## Publikacje
Książki
- Filozofja społeczna w Polsce w końcu XVIII i początku XIX wieku (1904)
- Zjawisko religijne (1912)
- Dawna literatura irlandzka (1915)
- Herkules gallijski (1925)
- Idee kierownicze ludzkości (1928)
- Tłumaczenie tekstów literackich celtyckich (1930)
- Literatury celtyckie (1932, w: Wielka literatura powszechna)
- Literatura walijska (1932, w: Wielka literatura powszechna)
- Ludzie zbędni w służbie przemocy (1935)
- Podłoże ruchu chłopskiego (1935)
- Związki mityczne bajki o kozie, kózce i wilku (1936)
- Kultura (1938)
- Społeczeństwo. Kultura (1939)
- Dzieła (1956, 5 tomów, pod redakcją Niny Assorodobraj i Stanisława Ossowskiego)
- Listy do Henri Huberta i Marcela Maussa (1905-1937) (2015, pod redakcją Kornelii Kończal i Joanny Wawrzyniak)

Artykuły
- 1965 Kultura religijna wiejskiego ludu polskiego [w:] tenże, Dzieła, t. 1, Warszawa
- 1965 Podział przestrzeni i jej rozgraniczenie w religii i magii, [w:] tenże, Dzieła, t. 3, Warszawa